# Amor a medias
"Amor a medias" é uma canção da dupla americana de música pop Ha*Ash. Foi lançado pela Sony Music Latin em 08 de junho de 2005 como single. É o primeiro single do seu álbum de estúdio Mundos Opuestos (2005).

## Composição e desempenho comercial
Foi lançado oficialmente como o segundo single do seu álbum de estúdio Mundos Opuestos em 08 de junho de 2005. "Me entrego a ti" foi escrito por Áureo Baqueiro e Salvador Rizo, enquanto Áureo Baqueiro produziu a música. A canção atingiu a quarta posição da mais ouvida nas rádios do México.

## Vídeo musical
O vídeo musical de "Amor a medias" foi lançado em junho de 2005 e enviado para as plataformas do YouTube em 25 de outubro de 2009. Foi dirigido por Gustavo Garzón. No início do vídeo um homem é visto com uma câmera, enquanto ele avança as garotas da dupla são vistas em uma sessão de sessão de fotos e cantam junto com sua banda em diferentes lugares.
Em 27 de março de 2012, um novo vídeo do tema foi gravado ao vivo em versão acústica, para a edição especial do álbum A Tiempo, lançado 7 dias antes.

### VersãoEn vivo
O videoclipe gravado para o álbum ao vivo En vivo, foi lançado em 6 de dezembro de 2019. O vídeo foi filmado em Auditório Nacional em Cidade do México, no dia 11 de novembro de 2018.

## Desempenho nas tabelas musicais
| Tabela musical (2006)     | Maior posição |
| ------------------------- | ------------- |
| México - (Monitor Latino) | 4             |

## Histórico de lançamento
| Região       | Data               | Formato | Gravadora        | Ref.  |
| ------------ | ------------------ | ------- | ---------------- | ----- |
| Mundialmente | 8 de junho de 2005 | Airplay | Sony Music Latin | [ 5 ] |